# Radio Caroline
Radio Caroline ist das erste Privatradio in Großbritannien und ist für die Entwicklung der Popmusik in den 1960er Jahren von zentraler Bedeutung. Radio Caroline wurde 1964 von dem irischen Musikproduzenten Ronan O’Rahilly als Piratensender gegründet und sendete bis 1990 vom Meer aus. Der Sender überstand mehrere Abschaltungen und Unterbrechungen. Heute sendet Radio Caroline 24 Stunden in Teilen des Vereinigten Königreiches legal über Mittelwelle 648 kHz,  DAB sowie über Internet.

## Geschichte

### Die Drei-Meilen-Zone
Der Musikproduzent Ronan O’Rahilly konnte die Bands seines Labels weder bei der BBC noch bei Radio Luxemburg unterbringen und beschloss daraufhin, seinen eigenen Sender zu gründen. Weil private Radiostationen in den 1960er Jahren im Vereinigten Königreich noch nicht erlaubt waren, sendete Radio Caroline von einem Schiff aus, der Fredericia, die unter panamaischer Flagge in der Nordsee, drei Meilen vor Essex, ankerte.
Die Idee, das Festland zu verlassen, stammte von der Voice of America, die damals teilweise von See aus sendete. Drei Meilen vor der Küste galt auf Schiffen das Recht der jeweiligen Nation, unter deren Flagge es fuhr. Auf der Fredericia befand sich ein Mittelwellensender mit zehn kW Leistung, der auf der Frequenz 1520 kHz (197,3 Meter) betrieben wurde.

### Namensgebung

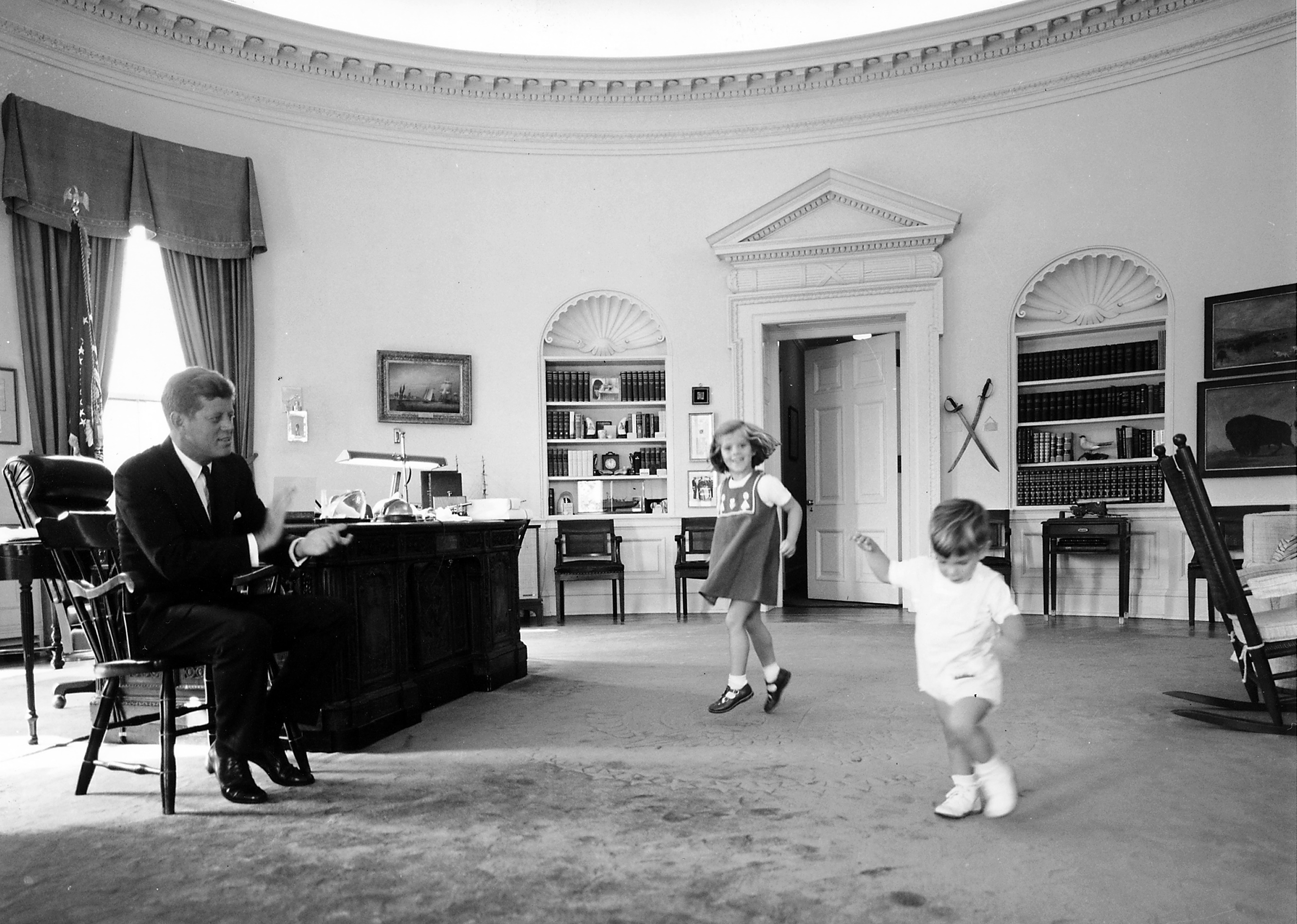
Vermutlich namensgebendes Bild: Die Kennedy-Kinder besuchen das Oval Office. Präsident Kennedy, Caroline Kennedy, John F. Kennedy, Jr.; Aufnahme vom 10. Oktober 1962

Radio Caroline ist nach John F. Kennedys Tochter Caroline benannt. O’Rahilly kam die Idee angeblich, als er ein Foto sah, auf dem das Mädchen im Oval Office spielte und dabei den US-Präsidenten in seiner Arbeit störte – das heißt, die Regierung störte. Dies traf das Image, das O’Rahillys Meinung nach zu dem Sender passte. Kennedy war wenige Monate vorher ermordet worden.

### Sendebeginn 1964

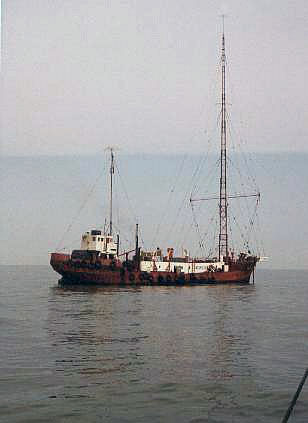
Das Sendeschiff Mi Amigo in den 1970er-Jahren

Am 28. März 1964, einem Karsamstag, gingen die beiden DJs Chris Moore und der damals noch unbekannte Simon Dee mit den Worten „This is Radio Caroline on 199, your all day music station!“ auf Sendung. Der erste gespielte Song war Not Fade Away von den Rolling Stones. Zur Erkennungsmelodie wurde der von den Fortunes am 1. Januar 1964 herausgebrachte und von Shel Talmy produzierte Titel Caroline erkoren.
Mit dem Start von Radio Caroline kam O’Rahilly dem australischen Musikmanager Alan Crawford zuvor, mit dem er bekannt war. Crawford plante ebenfalls, eine kommerzielle Radiostation von einem Schiff aus zu betreiben. Zu diesem Zweck kaufte Crawford das ehemalige Sendeschiff von Radio Nord aus Stockholm auf und nannte es Mi Amigo. Am 27. April 1964 ankerte die Mi Amigo vor Frinton-on-Sea, das ebenfalls in der Grafschaft Essex liegt, und begann am 9. Mai mit ersten Testsendungen. Unter dem Namen Radio Atlanta startete drei Tage später, am 12. Mai, das regelmäßige Programm.

### Zwei Sendeschiffe
Caroline und Atlanta sprachen dieselbe Hörerschicht an. Gesendet wurde stundenweise und auf Nachbarfrequenzen. So nahm die eine Station der anderen angeblich die Hörer weg. Nach sechs Wochen Oldies auf Radio Atlanta und mehr Middle-of-the-Road-Musik auf Radio Caroline taten sich Crawford und O’Rahilly zusammen, und das Sendeschiff von Radio Caroline machte sich am 2. Juni 1964 auf den langen Weg zur Isle of Man in der Irischen See auf, wo es 3,5 Seemeilen vor Ramsey Bay in internationalen Gewässern vor Anker ging. Während der Reise wurde zu den mittlerweile bekannten Sendezeiten gesendet.
Radio Caroline deckte fortan als Caroline North den nördlichen Teil des Königreiches ab. Die Mi Amigo blieb als Caroline South im Süden beheimatet, so dass Radio Caroline über zwei Sendeschiffe verfügte. Eine weitere Station, Wonderful Radio London, auch bekannt als Big L, begann am 23. Dezember 1964 ihre offiziellen Sendungen vom ehemaligen US-Minensucher Density, umbenannt in Galaxy; die einzige Station vor der englischen Küste, die vom ersten Tag an nach einem festen Programmschema und sehr professionell sendete. Vorbild war die kommerzielle US-Radiostation KLIF in Dallas, Texas.
Einem Sprecher von Radio Caroline, Andy Archer wird zugesprochen, 1974 den britischen Slangbegriff Anorak für treue, etwas obsessive Fans geprägt und bekannt gemacht zu haben. Im Mai 1974 besuchten Fans des Senders die Radiosendeschiffe per Boot unweit der niederländischen Küste. Bei Radio Caroline wurde entschieden, das Programm von Deck zu senden, um den treuen Fans trotz des recht kühlen Wetters etwas zu bieten. Archers Bemerkung, er freue sich “so many anoraks” („so viele Anoraks“) begrüßen zu dürfen, gilt als Erstverwendung des heute vor allem für Spotter, Nerds und Geeks verwendeten Begriffs.

### Früher Sponsor und Bildrechte-Streit
Die meisten Hörer wurden auf Radio Caroline durch die Zeitschrift Queen aufmerksam, deren Leiter Jocelyn Stevens sich von der Kooperation eine Leserschaft aus wohlhabenden, vorwiegend weiblichen Teenagern – dem Chelsea Set – versprach. Stevens beteiligte sich finanziell an dem Piratensender ab dessen Gründung und nutzte zur Bewerbung unter anderem ein Foto des Rolling-Stones-Sängers Mick Jagger, der bei dem Sender 1966 zu Gast gewesen war. Weil weder das Foto noch dessen kommerzielle Verwendung mit Jagger und dem Manager der Rolling Stones Andrew Loog Oldham abgesprochen waren, kam es zu einem der ersten Rechtsstreite um das Recht am eigenen Bild bei Prominenten und die Legitimität von Paparazzi-Fotografien. Die Zeitschrift und Radio Caroline verloren im Juli 1966 vor Gericht, weil sie Mick Jagger absichtlich getäuscht hatten. Zudem, so Oldham, verwahrten sich die Rolling Stones aus Prinzip gegen jegliche Verbindung mit kommerziellen Produkten.

### Weitere Entwicklung
In den folgenden Jahren war Radio Caroline bei britischen Hörern als Alternative zu BBC Radio 1 erfolgreich und spielte eine wichtige Rolle bei der Verbreitung neuer Pop- und Rockmusikstile. Bands wie The Who oder Status Quo wurden durch den Sender bekannt.
Mehrmals musste Radio Caroline im Laufe seines Bestehens den Sendebetrieb einstellen. Mal wegen staatlicher Repressionen, mal wegen der schwierigen Bedingungen auf See. Das erste Sendeschiff, die Fredericia, wurde zeitweise zwangsverlegt und später im Amsterdamer Hafen festgesetzt. Ab Juni 1972 wurde das Schiff in der Abwrackwerft F. Rijsdijk in Hendrik-Ido-Ambacht verschrottet. Das Sendeschiff Mi Amigo sank im Jahre 1980 in der Themsemündung vor Brightlingsea. Radio Caroline startete jedes Mal neu und verfügt seit Mitte der 1990er Jahre über eine offizielle Sendelizenz.

## Empfang
Von 1983 bis 1990 sendete Radio Caroline von der Ross Revenge. Dieses Schiff verfügte über einen 90 m hohen Sendemast. Es handelte sich um den bis dato höchsten auf einem Schiff errichteten Mast. Dieser Rekord wurde erst 2004 durch das Segelschiff Mirabella V mit einer Masthöhe von 91,44 m überboten.
Radio Caroline ist heute über Webradio zu hören. Die Satellitenausstrahlung wurde zum 30. September 2013 eingestellt, weil sich der Empfang im eigentlichen Sendegebiet, dem Vereinigten Königreich, mit den englischen Sky-Pay-TV-Empfängern als zu teuer und der generelle Sat-Empfang über manuelle Einstellung als zu gering bezüglich der Hörerzahlen erwiesen hatte, um den gemieteten Transponder weiter finanzieren zu können. Stattdessen soll ein neuer Onlinesender Caroline Extra mit Oldies aus den 1960er, 1970er und 1980er Jahren starten. Des Weiteren wird immer noch um eine Mittelwellenfrequenz gerungen, da mehrere Sender, u. a. die BBC, mehrere MW-Frequenzen aufgegeben haben, die von Ofcom nun neu vergeben werden können. 2017 bekam der Sender auf kleine englische Regionen beschränkt die alte BBC-Mittelwellenfrequenz 648 kHz mit einer Sendeleistung von 1 kW zugesprochen, die mittlerweile auf die maximale erlaubte Sendeleistung von 4 kW erhöht wurde.

## Radio Caroline im Film
Radio Caroline diente als Vorlage für den Film Radio Rock Revolution.